# Ara erythrocephala
Ara erythrocephala — вимерлий птах родини папугових. Був ендеміком Ямайки.